# Alligator (MONSTA Xの曲)
「Alligator」（アリゲーター）は、MONSTA Xの楽曲。韓国語バージョンと日本語バージョンの2種類が制作されており、韓国語バージョンは2019年2月18日に3rdフル・アルバム『Take.2 We Are Here』からのリード・シングルとして、日本語バージョンは2019年6月12日に6作目のシングルとして発売された。
作詞はソ・ジウムは手がけ、作曲はケヴィン・チャージとアンドレアス・オバーグとドリュー・ライアン・スコットの共作で、ラップ部分はジュホンとI.Mによって書かれた。歌詞は、「狙った獲物を逃さない」という習性を持つワニをモチーフに、恋に落ちていく様子を描いたもの。

## リリース
2019年2月18日にLOENエンターテインメントより3rdフル・アルバム『Take.2 We Are Here』からのリード・シングルとして発売され、『Take.2 We Are Here』の2曲目に収録された。
2019年6月12日にMercury Tokyoより日本語バージョンが、6作目のシングルとして発売され、カップリング曲として日本語オリジナル曲「SWISH」が収録された。前作『Shoot Out』から約3ヶ月ぶりのリリースで、初回限定盤A（品番 : UPCH-89404）、初回限定盤B（品番 : UPCH-89405）、通常盤（品番 : UPCH-89406）の3形態でリリースされた。またシングルの発売に先駆け、5月7日にデジタル配信が開始された。初回限定盤Aには表題曲「Alligator」のミュージック・ビデオとメイキング映像、初回限定盤Bには「Alligator」のパフォーマンス映像とメイキング映像、「SWISH」のスペシャル・クリップを収録したDVDが付属。また、初回限定盤Bアナログサイズジャケット仕様でアナザージャケット全7種のうち1枚がランダムで、通常盤には初回限定特典として全15種のトレーディングカードのうち1枚がランダムで封入された。
なお日本においては、本作がウォノが参加した最後のシングルとなった。

## ミュージック・ビデオ
韓国語バージョンのミュージック・ビデオは、2019年2月18日に公開された。韓国語のミュージック・ビデオは、暗くて荒涼した空間や壁に夥しい数の文字が書かれた空間でパフォーマンスをする映像となっている。
日本語バージョンのミュージック・ビデオは、7つの罪を象徴したオブジェが配置された監獄をイメージした部屋の中でパフォーマンスする映像になっている
また、日本語バージョンのシングルのカップリング曲「SWISH」についても、メンバーがファンコンサートのために来日した際に撮影した各地の映像で構成されたスペシャル・クリップが制作された。

## チャート成績
韓国語バージョンは、Gaon Digital Chartで最高133位、ビルボード誌が発表したWorld Digital Song Salesチャートで最高5位を獲得した。
2019年6月24日付のオリコン週間シングルランキングで初登場2位を獲得。同日付のBillboard Japan Top Singles Salesチャートでは、17万292枚の売上を記録して初登場2位を獲得した。

## 収録内容
| #         | タイトル      | 作詞                      | 作曲                                         | 時間 |
| --------- | ------------- | ------------------------- | -------------------------------------------- | ---- |
| 1.        | 「Alligator」 | Seo Ji Eum, Joohoney, I.M | Kevin Charge, Andreas Oberg, Drew Ryan Scott | 3:12 |
| 合計時間: | 合計時間:     | 合計時間:                 | 合計時間:                                    | 3:12 |

| #         | タイトル                      | 作詞                                                   | 作曲                                                      | 時間 |
| --------- | ----------------------------- | ------------------------------------------------------ | --------------------------------------------------------- | ---- |
| 1.        | 「Alligator -Japanese ver.-」 | - Seo Ji Eum, Joohoney, I.M - YVES & ADAMS（日本語詞） | Kevin Charge, Andreas Oberg, Drew Ryan Scott              | 3:14 |
| 2.        | 「SWISH」                     | ZERO                                                   | Johan Becker, Andreas Oberg, Robin Padam, Jonatan Gusmark | 3:31 |
| 合計時間: | 合計時間:                     | 合計時間:                                              | 合計時間:                                                 | 6:45 |

| #  | タイトル                                          | 作詞 | 作曲・編曲 | 監督 |
| -- | ------------------------------------------------- | ---- | ---------- | ---- |
| 1. | 「Alligator -Japanese ver.-」(Music Video)        |      |            |      |
| 2. | 「Alligator -Japanese ver.-」(Music Video Making) |      |            |      |

| #  | タイトル                                               | 作詞 | 作曲・編曲 | 監督 |
| -- | ------------------------------------------------------ | ---- | ---------- | ---- |
| 1. | 「Alligator -Japanese ver.-」(Performance Music Video) |      |            |      |
| 2. | 「SWISH」(Special Clip)                                |      |            |      |
| 3. | 「Alligator -Japanese ver.-」(Jacket Shoot Making)     |      |            |      |